# Karaczany Węgier
Karaczany Węgier – ogół taksonów owadów z rzędu karaczanów (Blattodea) stwierdzonych na terenie Węgier.

## Karaczanowate(Blattidae)
- Blatta orientalis Linnaeus, 1758[1] – karaczan wschodni

## Prusakowate(Blattellidae)
- Blattella germanica (Linnaeus, 1767)[2] – karaczan prusak
- Ectobius balcani Ramme, 1923 – doniesienie niepewne[3]
- Ectobius erythronotus Burr, 1898[4]
- Ectobius lapponicus (Linnaeus, 1758)[5]
- Ectobius sylvestris (Poda, 1761)[6] – zadomka leśna
- Phyllodromica brevipennis (Fischer, 1853)[7]
- Phyllodromica harzi Chladek, 1977[8]
- Phyllodromica hungarica Vidlicka, 1993[8]
- Phyllodromica latipennis Bohn & Chládek, 2011[8]
- Phyllodromica maculata (Schreber, 1781)[9] – bezżyłka plamista
- Phyllodromica marani Chladek & Harz, 1980[8]
- Phyllodromica marginata (Schreber, 1781)[10]
- Phyllodromica megerlei (Fieber, 1853)[11]
- Supella longipalpa (Fabricius, 1798)[12]